# Mistrzostwa Europy w Lekkoatletyce 2010 – rzut dyskiem kobiet
Rzut dyskiem kobiet – jedna z konkurencji rozegranych podczas lekkoatletycznych mistrzostw Europy na Estadi Olímpic Lluís Companys w Barcelonie.
W konkurencji wystąpiły trzy reprezentantki Polski: Wioletta Potępa, Joanna Wiśniewska oraz Żaneta Glanc.

## Terminarz
| Data     | Godzina |            |
| -------- | ------- | ---------- |
| 27 lipca | 12:45   | Eliminacje |
| 28 lipca | 18:30   | Finał      |

## Rezultaty
| CR – rekord mistrzostw \| NR – rekord kraju \| PB – rekord życiowy \| DNS – nie wystartowała |
| X – próba spalona \| – – pominięcie próby \| NM – niezaliczenie żadnej próby                 |
| * wyniki podawane w metrach                                                                  |

### Eliminacje
Do zawodów przystąpiły 23 zawodniczki z 16 krajów. Dyskobolki w rundzie eliminacyjnej zostały podzielone na 2 grupy: A i B. Aby dostać się do finału, w którym startowało 12 zawodniczek, należało rzucić co najmniej 60,00 m (Q). W przypadku gdyby rezultat ten osiągnęła mniejsza liczba miotaczek lub gdyby żadna ze startujących nie uzyskała minimum, kryterium awansu były najlepsze wyniki uzyskane przez startujące (q).
| Pozycja | Grupa | Zawodnik          | Reprezentacja | #1    | #2    | #3    | Rezultat | Uwagi |
| ------- | ----- | ----------------- | ------------- | ----- | ----- | ----- | -------- | ----- |
| 1       | B     | Nicoleta Grasu    | Rumunia       | X     | 55.60 | 62.10 | 62.10    | Q     |
| 2       | B     | Nadine Müller     | Niemcy        | 60.54 | –     | –     | 60.54    | Q     |
| 3       | B     | Wioletta Potępa   | Polska        | X     | 56.91 | 60.45 | 60.45    | Q     |
| 4       | A     | Dragana Tomašević | Serbia        | 58.60 | 59.24 | 57.89 | 59.24    | q     |
| 5       | A     | Zinaida Sendriūtė | Litwa         | 57.51 | 58.98 | X     | 58.98    | q, SB |
| 6       | A     | Anna Söderberg    | Szwecja       | 58.96 | 57.97 | X     | 58.96    | q     |
| 7       | A     | Joanna Wiśniewska | Polska        | 58.93 | 57.82 | 58.67 | 58.93    | q     |
| 8       | A     | Sabine Rumpf      | Niemcy        | 57.87 | X     | 58.41 | 58.41    | q     |
| 9       | A     | Monique Jansen    | Holandia      | 55.09 | 55.83 | 57.75 | 57.75    | q     |
| 10      | A     | Sandra Perković   | Chorwacja     | 49.25 | 57.70 | X     | 57.70    | q     |
| 11      | A     | Natalja Sadowa    | Rosja         | 54.96 | 57.19 | X     | 57.19    | q     |
| 12      | B     | Swietłana Sajkina | Rosja         | 55.42 | 10.55 | 56.32 | 56.32    | q     |
| 13      | B     | Żaneta Glanc      | Polska        | X     | X     | 55.50 | 55.50    |       |
| 14      | A     | Liliana Cá        | Portugalia    | 52.63 | 55.47 | X     | 55.47    |       |
| 15      | B     | Kateryna Karsak   | Ukraina       | X     | 55.41 | X     | 55.41    |       |
| 16      | B     | Vera Begić        | Chorwacja     | 54.66 | X     | 55.04 | 55.04    |       |
| 17      | B     | Sofia Larsson     | Szwecja       | X     | 50.69 | 54.50 | 54.50    |       |
| 18      | A     | Grete Etholm      | Norwegia      | 40.63 | 52.17 | 54.01 | 54.01    |       |
| 19      | B     | Laura Bordignon   | Włochy        | 53.82 | 52.59 | X     | 53.82    |       |
| 20      | B     | Sanna Kämäräinen  | Finlandia     | 53.07 | 52.94 | X     | 53.07    |       |
| 21      | A     | Irache Quintanal  | Hiszpania     | 48.40 | 50.81 | X     | 50.81    |       |
|         | A     | Tanja Komulainen  | Finlandia     | X     | X     | X     | NM       |       |
|         | B     | Vera Cechlová     | Czechy        | X     | X     | X     | NM       |       |

### Finał
| Poz. | Zawodniczka       | Reprezentacja | #1    | #2    | #3    | #4    | #5    | #6    | Rezultat | Uwagi |
| ---- | ----------------- | ------------- | ----- | ----- | ----- | ----- | ----- | ----- | -------- | ----- |
|      | Sandra Perković   | Chorwacja     | 62.98 | 60.94 | 55.04 | 60.95 | 62.43 | 64.67 | 64.67    |       |
|      | Nicoleta Grasu    | Rumunia       | 63.48 | 61.02 | 63.07 | 60.22 | X     | 58.34 | 63.48    |       |
|      | Joanna Wiśniewska | Polska        | 59.45 | X     | 56.32 | 62.37 | X     | X     | 62.37    | SB    |
| 4    | Natalja Sadowa    | Rosja         | 60.43 | X     | X     | X     | 61.10 | 61.20 | 61.20    |       |
| 5    | Zinaida Sendriūtė | Litwa         | 60.48 | 57.20 | 59.47 | 57.89 | 57.01 | 60.70 | 60.70    | PB    |
| 6    | Dragana Tomašević | Serbia        | 59.38 | X     | 60.10 | 56.71 | X     | 59.22 | 60.10    |       |
| 7    | Sabine Rumpf      | Niemcy        | 56.80 | 55.81 | 58.56 | 58.83 | 58.89 | 57.77 | 58.89    |       |
| 8    | Nadine Müller     | Niemcy        | 57.78 | X     | 55.58 | 56.39 | 56.59 | X     | 57.78    |       |
| 9    | Monique Jansen    | Holandia      | 55.05 | X     | 56.29 | –     | –     | –     | 56.29    |       |
| 10   | Swietłana Sajkina | Rosja         | 56.09 | X     | X     | –     | –     | –     | 56.09    |       |
| 11   | Anna Söderberg    | Szwecja       | 55.60 | X     | 53.62 | –     | –     | –     | 55.60    |       |
| 12   | Wioletta Potępa   | Polska        | X     | 55.48 | 55.13 | –     | –     | –     | 55.48    |       |